# دهه ۱۱۸۰ (پیش از میلاد)
دهه ۱۱۸۰ (پیش از میلاد) صد و هجدهمین دهه قبل از مبدا شروع تقویم میلادی است.